# Einband-Europameisterschaft 1999

Logo CEB (ausrichtender Verband)

Veranstaltungsort: Wijchen

Die Einband-Europameisterschaft 1999 war das 46. Turnier in dieser Disziplin des Karambolagebillards und fand vom 4. bis zum 7. März 1999 in Wijchen statt. Es war die 16. Einband-Europameisterschaft in den Niederlanden.

## Geschichte
Fonsy Grethen gewann nach 1994 seinen zweiten EM-Titel im Einband. Dabei fertigte er im Finale den Niederländer Jos Bongers mit 150:0 in nur einer Aufnahme ab. Damit ist Grethen nach Wolfgang Zenkner erst der zweite Akteur der international eine Einband-Partie bis 150 Punkte in einer Aufnahme beenden konnte. Er egalisierte damit auch den Europarekord im Besten Einzeldurchschnitt (BED) von 150,00. In der Hauptqualifikation wurde es für den Luxemburger aber sehr eng. In einem äußerst hart umkämpften Match gegen den italienischen Routinier Antonio Oddo siegte er denkbar knapp mit 150:142 und stand dabei zwischenzeitlich vor den Aus. Im Halbfinale besiegte dann den Titelverteidiger Martin Horn, der zusammen mit überraschend starken Spanier Francisco Fortiana Dritter wurde.

## Turniermodus
Gespielt wurde eine Vor-Vor-Qualifikation mit 7 Gruppen à 3 (einmal 2 und einmal 4) Spieler, wovon sich die 7 Gruppensieger und für die Vor-Qualifikation qualifizierten. Dann wurden in der Haupt-Qualifikation wieder 7 Gruppen à 3 Teilnehmer gebildet, in denen 14 gesetzte Spieler nach CEB-Rangliste und die sieben Sieler der Vor-Qualifikation sieben Plätze für das Hauptturnier ausspielten. Der Titelverteidiger war für das Hauptturnier gesetzt. Jetzt wurden 2 Gruppen à 4 Spieler gebildet. In der Vorqualifikationen wurde bis 100 Punkte gespielt. Danach wurde in der Haupt-Qualifikation bis 125 Punkte und in der Endrunde bis 150 Punkte gespielt. Die Gruppenersten und die Gruppenzweiten spielten im KO-System den Sieger aus. Der dritte Platz wurde nicht mehr ausgespielt. Damit gab es zwei Drittplatzierte
Bei MP-Gleichstand wird in folgender Reihenfolge gewertet:
1. MP = Matchpunkte
2. GD = Generaldurchschnitt
3. HS = Höchstserie

## Qualifikation

### Vor-Vor-Qualifikation
| MP    | Match Points (Sieger = 2; Unentschieden = 1; Verlierer = 0) |
| Pkte. | Erzielte Karambolagen                                       |
| Aufn. | Benötigte Versuche                                          |
| GD    | Generaldurchschnitt                                         |
| BED   | Bester Einzeldurchschnitt eines Spielers                    |
| HS    | Höchstserie                                                 |
|       | Bester GD des Turniers                                      |
|       | Bester ED des Turniers                                      |
|       | Beste HS des Turniers                                       |
|       | 1. Platz (Gold)                                             |
|       | 2. Platz (Silber)                                           |
|       | 3. Platz (Bronze)                                           |

| Abschlusstabelle Gruppe A | Abschlusstabelle Gruppe A | Abschlusstabelle Gruppe A | Abschlusstabelle Gruppe A | Abschlusstabelle Gruppe A | Abschlusstabelle Gruppe A | Abschlusstabelle Gruppe A | Abschlusstabelle Gruppe A |
| Platz                     | Name                      | MP                        | Pkte                      | Aufn.                     | GD                        | BED                       | HS                        |
| ------------------------- | ------------------------- | ------------------------- | ------------------------- | ------------------------- | ------------------------- | ------------------------- | ------------------------- |
| 1                         | Erik Vijverberg           | 4:0                       | 200                       | 49                        | 4,08                      | 6,25                      | 22                        |
| 2                         | Louis Edelin              | 2:2                       | 179                       | 29                        | 6,17                      | 7,69                      | 30                        |
| 3                         | Markus Melerski           | 0:4                       | 96                        | 46                        | 2,09                      | –                         | 11                        |

| Abschlusstabelle Gruppe B | Abschlusstabelle Gruppe B | Abschlusstabelle Gruppe B | Abschlusstabelle Gruppe B | Abschlusstabelle Gruppe B | Abschlusstabelle Gruppe B | Abschlusstabelle Gruppe B | Abschlusstabelle Gruppe B |
| Platz                     | Name                      | MP                        | Pkte                      | Aufn.                     | GD                        | BED                       | HS                        |
| ------------------------- | ------------------------- | ------------------------- | ------------------------- | ------------------------- | ------------------------- | ------------------------- | ------------------------- |
| 1                         | Xavier Carrer             | 4:0                       | 200                       | 34                        | 5,88                      | 9,09                      | 30                        |
| 2                         | Michael van Bochem        | 0:4                       | 91                        | 34                        | 2,67                      | –                         | 10                        |

| Abschlusstabelle Gruppe C | Abschlusstabelle Gruppe C | Abschlusstabelle Gruppe C | Abschlusstabelle Gruppe C | Abschlusstabelle Gruppe C | Abschlusstabelle Gruppe C | Abschlusstabelle Gruppe C | Abschlusstabelle Gruppe C |
| Platz                     | Name                      | MP                        | Pkte                      | Aufn.                     | GD                        | BED                       | HS                        |
| ------------------------- | ------------------------- | ------------------------- | ------------------------- | ------------------------- | ------------------------- | ------------------------- | ------------------------- |
| 1                         | Ludger Havlik             | 2:2                       | 200                       | 43                        | 4,32                      | 4,76                      | 25                        |
| 2                         | Gerrit van Beek           | 2:2                       | 184                       | 43                        | 4,27                      | 4,54                      | 26                        |
| 3                         | Cyril Miossec             | 2:2                       | 166                       | 44                        | 3,77                      | 4,54                      | 27                        |

| Abschlusstabelle Gruppe D | Abschlusstabelle Gruppe D | Abschlusstabelle Gruppe D | Abschlusstabelle Gruppe D | Abschlusstabelle Gruppe D | Abschlusstabelle Gruppe D | Abschlusstabelle Gruppe D | Abschlusstabelle Gruppe D |
| Platz                     | Name                      | MP                        | Pkte                      | Aufn.                     | GD                        | BED                       | HS                        |
| ------------------------- | ------------------------- | ------------------------- | ------------------------- | ------------------------- | ------------------------- | ------------------------- | ------------------------- |
| 1                         | Alain Rémond              | 4:0                       | 200                       | 46                        | 4,34                      | 4,54                      | 26                        |
| 2                         | Claude Bauduin            | 2:2                       | 152                       | 41                        | 3,70                      | 5,88                      | 30                        |
| 3                         | Lion Megens               | 0:4                       | 130                       | 39                        | 3,33                      | –                         | 31                        |

| Abschlusstabelle Gruppe E | Abschlusstabelle Gruppe E | Abschlusstabelle Gruppe E | Abschlusstabelle Gruppe E | Abschlusstabelle Gruppe E | Abschlusstabelle Gruppe E | Abschlusstabelle Gruppe E | Abschlusstabelle Gruppe E |
| Platz                     | Name                      | MP                        | Pkte                      | Aufn.                     | GD                        | BED                       | HS                        |
| ------------------------- | ------------------------- | ------------------------- | ------------------------- | ------------------------- | ------------------------- | ------------------------- | ------------------------- |
| 1                         | Bernard Baudoin           | 4:0                       | 200                       | 42                        | 4,76                      | 6,66                      | 29                        |
| 2                         | Dennis Timmers            | 2:2                       | 140                       | 50                        | 2,80                      | 4,34                      | 28                        |
| 3                         | Patrick Leroy             | 0:4                       | 60                        | 38                        | 1,57                      | –                         | 10                        |

| Abschlusstabelle Gruppe F | Abschlusstabelle Gruppe F | Abschlusstabelle Gruppe F | Abschlusstabelle Gruppe F | Abschlusstabelle Gruppe F | Abschlusstabelle Gruppe F | Abschlusstabelle Gruppe F | Abschlusstabelle Gruppe F |
| Platz                     | Name                      | MP                        | Pkte                      | Aufn.                     | GD                        | BED                       | HS                        |
| ------------------------- | ------------------------- | ------------------------- | ------------------------- | ------------------------- | ------------------------- | ------------------------- | ------------------------- |
| 1                         | Bernard Villiers          | 6:0                       | 300                       | 45                        | 6,66                      | 6,66                      | 32                        |
| 2                         | Jérémie Picart            | 4:2                       | 294                       | 51                        | 5,76                      | 7,69                      | 38                        |
| 3                         | Otto Hitzinger            | 2:4                       | 157                       | 68                        | 2,30                      | 2,60                      | 10                        |
| 4                         | Anne Hoekstra             | 0:6                       | 180                       | 78                        | 2,30                      | –                         | 13                        |

| Abschlusstabelle Gruppe G | Abschlusstabelle Gruppe G | Abschlusstabelle Gruppe G | Abschlusstabelle Gruppe G | Abschlusstabelle Gruppe G | Abschlusstabelle Gruppe G | Abschlusstabelle Gruppe G | Abschlusstabelle Gruppe G |
| Platz                     | Name                      | MP                        | Pkte                      | Aufn.                     | GD                        | BED                       | HS                        |
| ------------------------- | ------------------------- | ------------------------- | ------------------------- | ------------------------- | ------------------------- | ------------------------- | ------------------------- |
| 1                         | Marc Massé                | 4:0                       | 200                       | 24                        | 8,33                      | 8,33                      | 17                        |
| 2                         | Martien van der Spoel     | 2:2                       | 122                       | 40                        | 3,05                      | 3,57                      | 18                        |
| 3                         | Thomas Neumann            | 0:4                       | 134                       | 40                        | 3,35                      | –                         | 28                        |

### Vor-Qualifikation
| Abschlusstabelle Gruppe A | Abschlusstabelle Gruppe A | Abschlusstabelle Gruppe A | Abschlusstabelle Gruppe A | Abschlusstabelle Gruppe A | Abschlusstabelle Gruppe A | Abschlusstabelle Gruppe A | Abschlusstabelle Gruppe A |
| Platz                     | Name                      | MP                        | Pkte                      | Aufn.                     | GD                        | BED                       | HS                        |
| ------------------------- | ------------------------- | ------------------------- | ------------------------- | ------------------------- | ------------------------- | ------------------------- | ------------------------- |
| 1                         | Marc Massé                | 4:0                       | 200                       | 23                        | 8,69                      | 14,28                     | 33                        |
| 2                         | Peter Volleberg           | 2:2                       | 196                       | 31                        | 6,32                      | 6,66                      | 28                        |
| 3                         | Wiel van Gemert           | 0:4                       | 37                        | 22                        | 1,68                      | –                         | 7                         |

| Abschlusstabelle Gruppe B | Abschlusstabelle Gruppe B | Abschlusstabelle Gruppe B | Abschlusstabelle Gruppe B | Abschlusstabelle Gruppe B | Abschlusstabelle Gruppe B | Abschlusstabelle Gruppe B | Abschlusstabelle Gruppe B |
| Platz                     | Name                      | MP                        | Pkte                      | Aufn.                     | GD                        | BED                       | HS                        |
| ------------------------- | ------------------------- | ------------------------- | ------------------------- | ------------------------- | ------------------------- | ------------------------- | ------------------------- |
| 1                         | Thomas Nockemann          | 4:0                       | 200                       | 56                        | 3,57                      | 3,70                      | 18                        |
| 2                         | Bernard Villiers          | 2:2                       | 190                       | 59                        | 3,22                      | 3,33                      | 19                        |
| 3                         | Patrick Janssen           | 0:4                       | 142                       | 57                        | 2,49                      | –                         | 28                        |

| Abschlusstabelle Gruppe C | Abschlusstabelle Gruppe C | Abschlusstabelle Gruppe C | Abschlusstabelle Gruppe C | Abschlusstabelle Gruppe C | Abschlusstabelle Gruppe C | Abschlusstabelle Gruppe C | Abschlusstabelle Gruppe C |
| Platz                     | Name                      | MP                        | Pkte                      | Aufn.                     | GD                        | BED                       | HS                        |
| ------------------------- | ------------------------- | ------------------------- | ------------------------- | ------------------------- | ------------------------- | ------------------------- | ------------------------- |
| 1                         | John van der Stappen      | 4:0                       | 200                       | 34                        | 5,88                      | 6,25                      | 26                        |
| 2                         | Xavier Carrer             | 2:2                       | 172                       | 38                        | 4,52                      | 5,00                      | 22                        |
| 3                         | Fabrice Puigvert          | 0:4                       | 156                       | 36                        | 4,33                      | –                         | 26                        |

| Abschlusstabelle Gruppe D | Abschlusstabelle Gruppe D | Abschlusstabelle Gruppe D | Abschlusstabelle Gruppe D | Abschlusstabelle Gruppe D | Abschlusstabelle Gruppe D | Abschlusstabelle Gruppe D | Abschlusstabelle Gruppe D |
| Platz                     | Name                      | MP                        | Pkte                      | Aufn.                     | GD                        | BED                       | HS                        |
| ------------------------- | ------------------------- | ------------------------- | ------------------------- | ------------------------- | ------------------------- | ------------------------- | ------------------------- |
| 1                         | Markus Dömer              | 4:0                       | 200                       | 25                        | 8,00                      | 9,09                      | 32                        |
| 2                         | Bernard Baudoin           | 2:2                       | 161                       | 40                        | 4,02                      | 3,84                      | 15                        |
| 3                         | Rini Megens               | 0:4                       | 124                       | 37                        | 3,35                      | –                         | 20                        |

| Abschlusstabelle Gruppe E | Abschlusstabelle Gruppe E | Abschlusstabelle Gruppe E | Abschlusstabelle Gruppe E | Abschlusstabelle Gruppe E | Abschlusstabelle Gruppe E | Abschlusstabelle Gruppe E | Abschlusstabelle Gruppe E |
| Platz                     | Name                      | MP                        | Pkte                      | Aufn.                     | GD                        | BED                       | HS                        |
| ------------------------- | ------------------------- | ------------------------- | ------------------------- | ------------------------- | ------------------------- | ------------------------- | ------------------------- |
| 1                         | Alain Rémond              | 2:2                       | 189                       | 16                        | 11,81                     | 33,33                     | 68                        |
| 2                         | Davy van Geel             | 2:2                       | 124                       | 15                        | 8,26                      | 8,33                      | 23                        |
| 3                         | Axel Büscher              | 2:2                       | 172                       | 25                        | 6,88                      | 7,69                      | 24                        |

| Abschlusstabelle Gruppe F | Abschlusstabelle Gruppe F | Abschlusstabelle Gruppe F | Abschlusstabelle Gruppe F | Abschlusstabelle Gruppe F | Abschlusstabelle Gruppe F | Abschlusstabelle Gruppe F | Abschlusstabelle Gruppe F |
| Platz                     | Name                      | MP                        | Pkte                      | Aufn.                     | GD                        | BED                       | HS                        |
| ------------------------- | ------------------------- | ------------------------- | ------------------------- | ------------------------- | ------------------------- | ------------------------- | ------------------------- |
| 1                         | Ludger Havlik             | 4:0                       | 200                       | 39                        | 5,12                      | 8,33                      | 24                        |
| 2                         | Ferdinand Polman          | 2:2                       | 191                       | 46                        | 4,15                      | 5,26                      | 32                        |
| 3                         | Jordi Amell               | 0:4                       | 193                       | 31                        | 6,22                      | –                         | 39                        |

| Abschlusstabelle Gruppe G | Abschlusstabelle Gruppe G | Abschlusstabelle Gruppe G | Abschlusstabelle Gruppe G | Abschlusstabelle Gruppe G | Abschlusstabelle Gruppe G | Abschlusstabelle Gruppe G | Abschlusstabelle Gruppe G |
| Platz                     | Name                      | MP                        | Pkte                      | Aufn.                     | GD                        | BED                       | HS                        |
| ------------------------- | ------------------------- | ------------------------- | ------------------------- | ------------------------- | ------------------------- | ------------------------- | ------------------------- |
| 1                         | Erik Vijverberg           | 4:0                       | 200                       | 48                        | 4,16                      | 4,54                      | 24                        |
| 2                         | Ad Klijn                  | 2:2                       | 175                       | 37                        | 4,72                      | 6,66                      | 28                        |
| 3                         | Dirk Peßarra              | 0:4                       | 153                       | 41                        | 3,73                      | –                         | 22                        |

### Haupt-Qualifikation
| Abschlusstabelle Gruppe A | Abschlusstabelle Gruppe A | Abschlusstabelle Gruppe A | Abschlusstabelle Gruppe A | Abschlusstabelle Gruppe A | Abschlusstabelle Gruppe A | Abschlusstabelle Gruppe A | Abschlusstabelle Gruppe A |
| Platz                     | Name                      | MP                        | Pkte                      | Aufn.                     | GD                        | BED                       | HS                        |
| ------------------------- | ------------------------- | ------------------------- | ------------------------- | ------------------------- | ------------------------- | ------------------------- | ------------------------- |
| 1                         | Dave Christiani           | 2:2                       | 184                       | 25                        | 7,36                      | 9,61                      | 61                        |
| 2                         | Markus Dömer              | 2:2                       | 207                       | 29                        | 7,13                      | 7,81                      | 43                        |
| 3                         | Marc Massé                | 2:2                       | 190                       | 28                        | 6,78                      | 10,41                     | 27                        |

| Abschlusstabelle Gruppe B | Abschlusstabelle Gruppe B | Abschlusstabelle Gruppe B | Abschlusstabelle Gruppe B | Abschlusstabelle Gruppe B | Abschlusstabelle Gruppe B | Abschlusstabelle Gruppe B | Abschlusstabelle Gruppe B |
| Platz                     | Name                      | MP                        | Pkte                      | Aufn.                     | GD                        | BED                       | HS                        |
| ------------------------- | ------------------------- | ------------------------- | ------------------------- | ------------------------- | ------------------------- | ------------------------- | ------------------------- |
| 1                         | Jos Bongers               | 4:0                       | 250                       | 47                        | 5,31                      | 9,61                      | 42                        |
| 2                         | Ludger Havlik             | 2:2                       | 214                       | 30                        | 7,13                      | 6,94                      | 22                        |
| 3                         | Patrick Niessen           | 0:4                       | 146                       | 31                        | 4,70                      | -                         | 24                        |

| Abschlusstabelle Gruppe C | Abschlusstabelle Gruppe C | Abschlusstabelle Gruppe C | Abschlusstabelle Gruppe C | Abschlusstabelle Gruppe C | Abschlusstabelle Gruppe C | Abschlusstabelle Gruppe C | Abschlusstabelle Gruppe C |
| Platz                     | Name                      | MP                        | Pkte                      | Aufn.                     | GD                        | BED                       | HS                        |
| ------------------------- | ------------------------- | ------------------------- | ------------------------- | ------------------------- | ------------------------- | ------------------------- | ------------------------- |
| 1                         | John van der Stappen      | 2:2                       | 200                       | 24                        | 8,33                      | 13,88                     | 49                        |
| 2                         | Rafael Garcia             | 2:2                       | 173                       | 22                        | 7,86                      | 9,61                      | 38                        |
| 3                         | Fabian Blondeel           | 2:2                       | 191                       | 28                        | 6,82                      | 8,33                      | 30                        |

| Abschlusstabelle Gruppe D | Abschlusstabelle Gruppe D | Abschlusstabelle Gruppe D | Abschlusstabelle Gruppe D | Abschlusstabelle Gruppe D | Abschlusstabelle Gruppe D | Abschlusstabelle Gruppe D | Abschlusstabelle Gruppe D |
| Platz                     | Name                      | MP                        | Pkte                      | Aufn.                     | GD                        | BED                       | HS                        |
| ------------------------- | ------------------------- | ------------------------- | ------------------------- | ------------------------- | ------------------------- | ------------------------- | ------------------------- |
| 1                         | Fonsy Grethen             | 4:0                       | 250                       | 30                        | 8,33                      | 17,85                     | 36                        |
| 2                         | Antonio Oddo              | 2:2                       | 242                       | 53                        | 4,56                      | 4,16                      | 20                        |
| 3                         | Erik Vijverberg           | 0:4                       | 126                       | 37                        | 3,40                      | -                         | 25                        |

| Abschlusstabelle Gruppe E | Abschlusstabelle Gruppe E | Abschlusstabelle Gruppe E | Abschlusstabelle Gruppe E | Abschlusstabelle Gruppe E | Abschlusstabelle Gruppe E | Abschlusstabelle Gruppe E | Abschlusstabelle Gruppe E |
| Platz                     | Name                      | MP                        | Pkte                      | Aufn.                     | GD                        | BED                       | HS                        |
| ------------------------- | ------------------------- | ------------------------- | ------------------------- | ------------------------- | ------------------------- | ------------------------- | ------------------------- |
| 1                         | Alain Rémond              | 2:2                       | 227                       | 21                        | 10,80                     | 9,61                      | 35                        |
| 2                         | Wolfgang Zenkner          | 2:2                       | 165                       | 18                        | 9,16                      | 15,62                     | 34                        |
| 3                         | Xavier Gretillat          | 2:2                       | 210                       | 23                        | 9,13                      | 12,50                     | 56                        |

| Abschlusstabelle Gruppe F | Abschlusstabelle Gruppe F | Abschlusstabelle Gruppe F | Abschlusstabelle Gruppe F | Abschlusstabelle Gruppe F | Abschlusstabelle Gruppe F | Abschlusstabelle Gruppe F | Abschlusstabelle Gruppe F |
| Platz                     | Name                      | MP                        | Pkte                      | Aufn.                     | GD                        | BED                       | HS                        |
| ------------------------- | ------------------------- | ------------------------- | ------------------------- | ------------------------- | ------------------------- | ------------------------- | ------------------------- |
| 1                         | Michel van Silfhout       | 3:1                       | 250                       | 26                        | 9,61                      | 15,62                     | 54                        |
| 2                         | Michael Hikl              | 2:2                       | 165                       | 28                        | 5,89                      | 6,25                      | 47                        |
| 3                         | Thomas Nockemann          | 1:3                       | 198                       | 38                        | 5,21                      | 6,94                      | 41                        |

| Abschlusstabelle Gruppe G | Abschlusstabelle Gruppe G | Abschlusstabelle Gruppe G | Abschlusstabelle Gruppe G | Abschlusstabelle Gruppe G | Abschlusstabelle Gruppe G | Abschlusstabelle Gruppe G | Abschlusstabelle Gruppe G |
| Platz                     | Name                      | MP                        | Pkte                      | Aufn.                     | GD                        | BED                       | HS                        |
| ------------------------- | ------------------------- | ------------------------- | ------------------------- | ------------------------- | ------------------------- | ------------------------- | ------------------------- |
| 1                         | Francisco Fortiana        | 4:0                       | 250                       | 37                        | 6,75                      | 7,35                      | 31                        |
| 2                         | Arnim Kahofer             | 2:2                       | 177                       | 45                        | 3,93                      | 4,46                      | 17                        |
| 3                         | Davy van Geel             | 0:4                       | 187                       | 48                        | 3,98                      | -                         | 26                        |

## Hauptturnier

### Gruppenphase
| Abschlusstabelle Gruppe A | Abschlusstabelle Gruppe A | Abschlusstabelle Gruppe A | Abschlusstabelle Gruppe A | Abschlusstabelle Gruppe A | Abschlusstabelle Gruppe A | Abschlusstabelle Gruppe A | Abschlusstabelle Gruppe A |
| Platz                     | Name                      | MP                        | Pkte                      | Aufn.                     | GD                        | BED                       | HS                        |
| ------------------------- | ------------------------- | ------------------------- | ------------------------- | ------------------------- | ------------------------- | ------------------------- | ------------------------- |
| 1                         | Martin Horn               | 6:0                       | 450                       | 42                        | 10,71                     | 13,63                     | 64                        |
| 2                         | Francisco Fortiana        | 2:4                       | 337                       | 51                        | 6,60                      | 10,71                     | 66                        |
| 3                         | Michel van Silfhout       | 2:4                       | 364                       | 61                        | 5,96                      | 5,76                      | 54                        |
| 4                         | Dave Christiani           | 2:4                       | 260                       | 54                        | 4,81                      | 6,81                      | 31                        |

| Abschlusstabelle Gruppe B | Abschlusstabelle Gruppe B | Abschlusstabelle Gruppe B | Abschlusstabelle Gruppe B | Abschlusstabelle Gruppe B | Abschlusstabelle Gruppe B | Abschlusstabelle Gruppe B | Abschlusstabelle Gruppe B |
| Platz                     | Name                      | MP                        | Pkte                      | Aufn.                     | GD                        | BED                       | HS                        |
| ------------------------- | ------------------------- | ------------------------- | ------------------------- | ------------------------- | ------------------------- | ------------------------- | ------------------------- |
| 1                         | Jos Bongers               | 4:2                       | 429                       | 43                        | 9,97                      | 15,00                     | 78                        |
| 2                         | Fonsy Grethen             | 4:2                       | 388                       | 41                        | 9,46                      | 12,50                     | 50                        |
| 3                         | John van der Stappen      | 2:4                       | 327                       | 40                        | 8,17                      | 13,63                     | 31                        |
| 4                         | Alain Rémond              | 2:4                       | 271                       | 36                        | 7,52                      | 10,71                     | 44                        |

### KO-Phase
|  | Halbfinale         | Halbfinale | Halbfinale | Halbfinale | Halbfinale | Halbfinale |               |             | Finale | Finale | Finale | Finale | Finale | Finale |
|  |                    |            |            |            |            |            |               |             |        |        |        |        |        |        |
|  |                    | MP         | Pkt.       | Aufn.      | GD         | HS         |               |             |        |        |        |        |        |        |
|  |                    | MP         | Pkt.       | Aufn.      | GD         | HS         |               |             |        |        |        |        |        |        |
|  | Martin Horn        | 0          | 119        | 11         | 10,81      | 61         |               |             |        |        |        |        |        |        |
|  | Martin Horn        | 0          | 119        | 11         | 10,81      | 61         |               | MP          | Pkt.   | Aufn.  | GD     | HS     |        |        |
|  | Fonsy Grethen      | 2          | 150        | 11         | 13,63      | 62         |               | MP          | Pkt.   | Aufn.  | GD     | HS     |        |        |
|  | Fonsy Grethen      | 2          | 150        | 11         | 13,63      | 62         | Fonsy Grethen | 2           | 150    | 1      | 150,00 | 150    |        |        |
|  |                    | MP         | Pkt.       | Aufn.      | GD         | HS         | Fonsy Grethen | 2           | 150    | 1      | 150,00 | 150    |        |        |
|  |                    | MP         | Pkt.       | Aufn.      | GD         | HS         |               | Jos Bongers | 0      | 0      | 1      | 0,00   | 0      |        |
|  | Jos Bongers        | 2          | 150        | 15         | 10,00      | 74         |               | Jos Bongers | 0      | 0      | 1      | 0,00   | 0      |        |
|  | Jos Bongers        | 2          | 150        | 15         | 10,00      | 74         |               |             |        |        |        |        |        |        |
|  | Francisco Fortiana | 0          | 125        | 15         | 8,33       | 33         |               |             |        |        |        |        |        |        |
|  | Francisco Fortiana | 0          | 125        | 15         | 8,33       | 33         |               |             |        |        |        |        |        |        |

## Abschlusstabelle
| MP    | Match Points (Sieger = 2; Unentschieden = 1; Verlierer = 0) |
| Pkte. | Erzielte Karambolagen                                       |
| Aufn. | Benötigte Versuche                                          |
| GD    | Generaldurchschnitt                                         |
| BED   | Bester Einzeldurchschnitt eines Spielers                    |
| HS    | Höchstserie                                                 |
|       | Bester GD des Turniers                                      |
|       | Bester ED des Turniers                                      |
|       | Beste HS des Turniers                                       |
|       | 1. Platz (Gold)                                             |
|       | 2. Platz (Silber)                                           |
|       | 3. Platz (Bronze)                                           |

| Phase                               | Platz | Name                 | MP  | Pkt. | Aufn. | GD    | BED    | HS  |
| ----------------------------------- | ----- | -------------------- | --- | ---- | ----- | ----- | ------ | --- |
| Finale                              | 1     | Fonsy Grethen        | 8:2 | 688  | 53    | 12,98 | 150,00 | 150 |
| Finale                              | 2     | Jos Bongers          | 6:4 | 579  | 59    | 9,81  | 15,00  | 78  |
| Halb- finale                        | 3     | Martin Horn          | 6:2 | 569  | 53    | 10,73 | 13,63  | 64  |
| Halb- finale                        | 3     | Francisco Fortiana   | 2:6 | 462  | 66    | 7,00  | 10,71  | 66  |
| Gruppen- phase                      | 5     | John van der Stappen | 2:4 | 327  | 40    | 8,17  | 13,63  | 31  |
| Gruppen- phase                      | 6     | Michel van Silfhout  | 2:4 | 364  | 61    | 5,96  | 5,76   | 54  |
| Gruppen- phase                      | 7     | Alain Rémond         | 2:4 | 271  | 36    | 7,52  | 10,71  | 44  |
| Gruppen- phase                      | 8     | Dave Christiani      | 2:4 | 260  | 54    | 4,81  | 6,81   | 31  |
| Turnierdurchschnitt: Endrunde: 8,34 |       |                      |     |      |       |       |        |     |